# Luther (Montana)
Luther é uma comunidade não incorporada no condado de Carbon, estado de Montana, nos Estados Unidos.  Luther liga à Montana Highway 78 a sudoeste de Roscoe e a noroeste de  Red Lodge. Se bem seja uma comunidade não incorporada possui uma estação de correio com o código zip de de 59068. Em 12 de março de 1902, abriu a estação de correio como "Linley, MT," com Walter R. Linley como carteiro. O nome foi oficialmente modificado para "Luther" em 4 de março de 1907, com Grace R. Luther como carteira.  